# كورنيل ميلان
كورنيل ميلان (مواليد 8 سبتمبر 1971) هو مبارز بالسيف روماني، مثّل بلاده في الألعاب الأولمبية الصيفية 1992.

## روابط خارجية
كورنيل ميلان على موقع اللجنة الأولمبية الدولية (الإنجليزية)
- كورنيل ميلان على موقع أوليمبيديا (الإنجليزية)